# さいねい龍二
さいねい 龍二（さいねい りゅうじ、1981年10月8日 - ）は、日本の俳優、ローカルタレント。本名および旧芸名は、載寧 龍二（読み同じ）。
広島県東広島市八本松出身。東広島市立八本松中学校、近畿大学附属東広島高等学校、明治大学政治経済学部卒業。

## 略歴
月刊ファッション誌『BOON』の専属モデルとしてデビューし、2001年から2003年まで務める。俳優デビューは2002年の『オートバイ』（ゲームソフト用ショートムービー、高橋栄樹監督作品）。
2004年にスーパー戦隊シリーズ『特捜戦隊デカレンジャー』にて赤座伴番/デカレッド役で出演し、主演を務めた。2011年の『海賊戦隊ゴーカイジャー』第5話に5年ぶりに赤座伴番役でゲスト出演し、翌年の『非公認戦隊アキバレンジャー』でも「赤座伴番を演じる載寧龍二本人」の役で出演している。
2014年12月31日をもってホリプロを退社、2015年からは実家の広島に戻り、フリーランスに転向。俳優をしながら家業の農業を手伝う、二足の草鞋による「半農半芸」を目指している。畑は兄弟で継いでいる。
2015年4月1日より、芸名を「さいねい龍二」に改名。
2015年4月19日、MAZDA Zoom-Zoom スタジアム広島で行われた広島東洋カープ対中日ドラゴンズ戦で始球式を務めた。
2015年8月31日、国勢調査2015プロジェクトチーム広島支部の広報大使に任命される。
2016年、紙屋町シャレオ15周年イメージキャラクターに就任、2017年もイメージキャラクターを継続し務める。
2016年5月25日、シルク・ドゥ・ソレイユ最新作『トーテム』大阪公演PR隊 広島県代表に任命される。
2016年5月27日に結婚。
2016年11月5日、自身がラジオパーソナリティを務める、広島での初のレギュラーラジオ番組となるRCCラジオ『広島トヨペット ドリームガレージ』が放送開始。
2018年7月19日～7月22日、さいねいが発起人となって「平成30年7月広島県豪雨災害義援金」の募金の呼びかけがひろしまブランドショップ銀座TAUの前の街頭で行われた。
2018年7月28日に広島テレビ1Fホール（新社屋）にて開催の入場無料で募金箱設置の「広島テレビ落語会 被災地支援募金・落語会」昼の部に出演、当日寄せられた義援金は赤い羽根・広島県共同募金会を通して寄付された。
2023年5月、「たけはらPR大使」に就任。

## 人物・エピソード
趣味はオートバイ、スニーカー収集。特技は野球、料理。
物心ついた時から広島東洋カープファン。
子供のころは『電撃戦隊チェンジマン』を見ていたと言っている。
小学生の時に、ワープロ教室に通っていた。
中学校の3年間は野球部に所属。
芸能界に入ったきっかけは、大学2年生になる春にアルバイトをしていた時に、ファッション雑誌を見ていたらモデル兼俳優募集の広告を見て応募したことだった。デビュー当初は浅野忠信や永瀬正敏らのようなナチュラルな芝居を意識し、単館映画で活躍する俳優になることを目指していた。
大学卒業後は銀行や証券会社に就職することを考えていたが、3年生の時に映画の撮影で1か月ほど宮崎県に滞在していたことから就職活動の機会を逃していた。その後、4年生時の秋ごろに開催された『デカレンジャー』のオーディションへはキャラクター番組への興味がなく卒業も近づいていたため参加を迷うが、受かった場合でも番組終了後に就職活動することを考え同オーディションへ応募した。オーディションを進むうちに自身がレッド役を求められていると感じ、台本の設定から『週刊少年ジャンプ』の漫画作品に登場するようなキャラクターをイメージして髪を立ててオーディションに参加したところ採用され、完成作品でもその髪型のイメージが取り入れられた。プライベートでは髪を下ろしていたため、放送当時も子供に気づかれることはなかったという。『デカレンジャー』終了後は、その後の仕事への影響を考え早く番組のイメージを払拭しようとしていたが、後年ではイベントや舞台で当時子供であったファンと触れ合う機会が増え、出演したことを名誉であったと述べている。
さいねいが大学生の時に、両親が東広島市から世羅町に移住し農業を始める。元ホテルシェフの兄弟も加わり農園を経営している。
ジャスティンと名付けた白猫（俊敏な動きで狩りをするのでカープ菊池涼介選手にちなんで「菊池さん」とも呼んでいる）を飼っている。
夢は広島を特撮県にすることで、ご当地戦隊をつくりたいと思っており、その際はさいねい龍二がレッドを演じたいと語っている。

## 出演

### バラエティ番組
現在のレギュラー出演
- ひろしま満点ママ!! （2015年3月31日 - 、テレビ新広島） 毎週火曜
  - 火曜レギュラーコメンテーター
  - 火曜お料理コーナー『満点クッキングレシピショウ』「モテモテイタリアン→頂★イタリアン[注 1]」レギュラー
- テレビ派 （2015年3月31日 - 、広島テレビ） 毎週火曜・毎週水曜・毎週木曜
  - 火曜レギュラー『スイーツ男子』[30] スタジオ出演
  - 水曜レギュラー『スイーツ男子〜キッチン〜』[31] VTR出演　レシピ監修：平川広代（ホームカフェリナ・クッキングスクール）
    - 水曜レギュラー『水曜日のなにナニ?』「ケンshow」（2017年4月5日 - 2018年3月） 第1水曜（毎月1回）
    - 水曜レギュラー『和食男子〜キッチン〜』（2016年11月10日[注 2] - 11月30日） VTR出演

  - 木曜レギュラー『今イコ!』（2018年4月 - ）[32] 森拓磨アナウンサーとコンビでロケ撮影。
  - 不定期でコメンテーターを代打で務めることがある。その際、さいねい自身のTwitterで告知される。
- 広島市広報番組 週刊ひろしマスター[33] （2015年4月 - 、広島テレビ） - さいねい扮する市島広記者による広島のタウン情報誌。毎週火曜21:54 - 22:00
- 恋とか愛とか(仮) （2015年4月 - ：広島ホームテレビ / 2017年4月 - ：静岡朝日テレビ・愛媛朝日テレビ・TOKYO MX2 / 2017年5月 - ：山口朝日放送 / 2017年8月 - ：メ～テレ） - 若者に向けた視聴者参加型 恋愛バラエティ番組。毎週木曜24:15 - 24:24:45
毎週木曜深夜：広島ホームテレビ・静岡朝日テレビ・愛媛朝日テレビ・メ～テレ（※メ～テレは11週ほど遅れ）
毎週土曜22:30 - ：TOKYO MX2
毎週土曜深夜：山口朝日放送

不定期
- テレビ派 増刊号（広島テレビ） 日曜06:30 - 07:00　
  - スイーツ男子 セレクト（2016年2月 - ） 不定期。
  - スイーツ男子・キッチン セレクト（2016年10月 - ） 不定期。レシピ監修：平川広代（ホームカフェリナ・クッキングスクール）

過去の出演
- ひろしま菜'S （2005年4月26日 - 2009年3月22日、広島ホームテレビ） レギュラー　ナビゲーター
- 元就。 ふるさと再発掘・街ブラバラエティー （2015年、RCCテレビ）
- テレビ派（広島テレビ）
  - テレビ派 スイーツ男子新春SP あの美女とスイーツデート!? テレビ派の人気コーナースイーツ男子がスペシャルになってお正月のお茶の間に登場します!テレビ派が誇る美女軍団?とレポーターのさいねい龍二があま〜いスイーツデート! （2016年1月3日）
  - 新春 テレビ派グルメ玉手箱〜麺とスイーツ、ときどき俳句〜（2016年1月4日） 尾道市、世羅町、竹原市、広島市のスイーツ店を訪れた。
- Japan in Motion 動く日本[注 3] （テレビ新広島制作、毎週火曜日：フランス・タイ王国、毎週火曜日深夜：TNCテレビ西日本・KSS高知さんさんテレビ、毎週金曜日深夜：TSSテレビ新広島・SUTテレビ静岡、毎週月曜日深夜：UHB北海道文化放送） 不定期出演
  - 海軍の町・呉市の旅（2016年2月23日：TNC・UHB・KSS、2016年2月26日：TSS・SUT） - 「海軍の町・呉市の旅」のパートに出演
  - 広島・呉のB級グルメ旅（2016年3月1日：TNC・UHB・KSS、2016年3月4日：TSS・SUT） - 「広島・呉のB級グルメ旅」のパートに出演
  - 鳥取・妖怪の町にびっくり!（2016年3月22日：TNC・UHB・KSS、3月25日：TSS・SUT） 山陰"中海・宍道湖"エリア周遊の旅（全4回）。鳥取県の米子市と境港市を訪れた。
  - 山陰旅でカニ&どじょうすくい!?（2016年3月29日：TNC・UHB・KSS、4月1日：TSS・SUT） 鳥取県境港市、島根県安来市を訪れた。
  - 島根で三ツ星の日本庭園に感動！（2016年4月5日：TNC・KSS、4月8日：TSS・SUT、4月12日：UHB） 島根県の安来市と松江市を訪れた。
  - 島根・出雲市の旅（2016年4月12日：TNC・KSS、4月15日：TSS・SUT、4月19日：UHB） 島根県出雲市を訪れた。山陰"中海・宍道湖"エリア周遊の旅 全4回、最終回。
  - 福山・鞆の浦の旅（2016年5月3日：TNC・KSS、5月6日：TSS・SUT、5月10日：UHB） 広島県福山市の福山城や福寿会館、鞆の浦を訪れた。
  - 広島・日本遺産「村上海賊」 （2016年11月1日：TNC・UHB、11月4日：TSS、11月8日：KSS、11月11日：SUT） 広島県因島を訪れた。日本最大の水軍「村上海賊」を巡る旅。
  - 広島「因島水軍まつり」 （2016年11月8日：TNC・UHB、11月11日：TSS、11月15日：KSS、11月18日：SUT） 広島県因島、「因島水軍まつり」。
  - 日本のおもしろ便利グッズ（2017年3月21日：TNC・UHB・KSS、3月24日：TSS・SUT） 東急ハンズ広島店
  - 広島ゲストハウスで国際交流（2017年4月4日：TNC・UHB・KSS、4月7日：TSS・SUT） 広島市にあるゲストハウスTHE EVERGREEN HOSTEL
  - 広島の奥座敷・湯来温泉を満喫（2017年4月17日：UHB、4月18日：TNC・KSS、4月21日：TSS・SUT） 広島県広島市湯来町
  - 日本のおもしろグッズ（2017年5月23日・5月30日・6月6日：TNC・KSS、2017年5月26日・6月2日・6月9日：TSS・SUT、2017年5月29日・6月5日・6月12日：UHB） 東急ハンズ広島店

以降、シリーズ化された「日本のおもしろグッズ」の回にレギュラー出演（毎回、東急ハンズ広島店で収録）。
- 恋とか愛とか(仮) スピンオフ（広島ホームテレビ）
  - こいのわ愛とか（仮）（2016年8月） - スペシャルナビゲーター。
  - 恋とか愛とか（福）（2016年11月3日 - 24日、毎週木曜日深夜） - 番組ナビゲーター。
- 市島広のひろフリLIFE  （毎週月曜21:54 - 22:00 2016年10月3日 - 31日 / 毎週日曜17：25 - 17：30 2017年3月5日・12日・19日・26日、広島テレビ） 無料公衆無線LANサービス「Hiroshima Free Wi-Fi (ひろフリ)」を紹介。
- 広島満点ママ!!　コーナー『広島ラーメンスタジアム2016の紹介』（2016年11月10日 - 17日、テレビ新広島
- 恋チカチェック（2017年4月6日・6月29日・12月14日・2018年3月8日、広島ホームテレビ） 紙屋町シャレオ×恋とか愛とか(仮)コラボ

### テレビドラマ
- ごくせん（日本テレビ）- 仙石龍二
  - ごくせん（2002年4月17日 - 7月3日）
  - ごくせんスペシャル（2003年3月26日）
- スーパー戦隊シリーズ - 赤座伴番 / デカレッド
  - 特捜戦隊デカレンジャー（2004年2月15日 - 2005年2月6日、テレビ朝日系） - 主演
  - 海賊戦隊ゴーカイジャー 第5話（2011年3月20日、テレビ朝日） - ゲスト
  - 宇宙戦隊キュウレンジャー 第18話（2017年6月11日、テレビ朝日系） - ゲスト[34]
- 富豪刑事（テレビ朝日系） - 西島誠一
  - 富豪刑事（2005年1月13日 - 3月17日、テレビ朝日系）
  - 富豪刑事デラックス（2006年4月21日 - 6月23日、ABC・テレビ朝日系）
- はるか17（2005年、テレビ朝日系） - 森山
- Ns'あおい（フジテレビ） - バンチョ羽沢
  - Ns'あおい（2006年1月10日 - 3月21日）
  - Ns'あおい スペシャル（2006年9月26日）
- 土曜ワイド劇場（テレビ朝日系）
  - 30周年特別企画 法医学教室の事件ファイルXXIII（2006年10月8日） - 成宮俊作
  - 法医学教室の事件ファイル33（2011年6月11日） - 相沢佑一
  - 西村京太郎トラベルミステリー62（2014年7月12日） - 川村活人
- 桜2号（2006年10月28日 - 12月16日、ABC） - 主演・朝見鉄矢
- 火曜ドラマゴールド 潜入刑事らんぼう2（2007年2月6日、日本テレビ） - 三好亮太（源氏名：亮太）
- 月曜ゴールデン（TBS）
  - 和田アキ子殺人事件（2007年2月12日） - 田代さやかのマネージャー
  - 山村美紗サスペンス「狩矢警部シリーズ」（2011年 - ） - 橋口健太
    - 狩矢警部シリーズ10 千利休・謎の殺人事件 （2011年7月4日）
    - 狩矢警部シリーズ11 京都舞踊襲名殺人事件 （2012年3月19日）
    - 狩矢警部シリーズ12 京都香道殺人事件 （2012年3月19日）
    - 狩矢警部シリーズ13 京都人形浄瑠璃殺人事件 （2014年3月3日）
    - 狩矢警部シリーズ14 京都ベリーダンス殺人事件 （2014年12月22日）
    - 狩矢警部シリーズ15 京都タペストリー殺人事件 （2015年12月7日）
- 翼の折れた天使たち第4夜「商品」（2007年3月1日、フジテレビ系） - 沢田啓介
- 蹴りたい背中（2007年9月17日、日本テレビ系） 『あらすじで楽しむ世界名作劇場』にて初ドラマ化
- 恋のから騒ぎドラマスペシャルIV「ナマイキな女」（2007年11月30日、日本テレビ系）
- 腐女子デカ（2008年、テレビ朝日系） - 麻宮翔太
- 新・科捜研の女SP「真夜中の大爆発！狙われた京都サミット!!SPがSPを射殺!?」（2008年3月13日、テレビ朝日） - 南純一（京都府警警備第四課の警備隊員）
- 俺たちは天使だ! NO ANGEL NO LUCK（2009年9月23日 - 、テレビ東京） - 加賀美由紀彦
- ドラマ8・七瀬ふたたび（2008年10月9日 - 、NHK） - 江藤亮太
- マイガール 第6話（2009年11月13日、テレビ朝日） - 田口
- SPEC〜警視庁公安部公安第五課 未詳事件特別対策係事件簿〜（TBS） - 猪俣宗次
  - スペシャルドラマ SPEC〜翔〜（2012年4月1日）
- ブルドクター 第2話（2011年7月13日、日本テレビ） - 岡田博幸
- 非公認戦隊アキバレンジャー 第2話（2012年4月13日、BS朝日） - 載寧龍二 / デカレッド
- リーガル・ハイ 第3話（2012年5月1日、フジテレビ） - 牧野
- 償い（2012年11月17日 - 12月1日、NHK BSプレミアム） - 沼田
- 再会（2012年12月8日、フジテレビ） - 佐久間秀之（高校時代）
- 特捜最前線2013〜7頭の警察犬〜（2013年9月29日、テレビ朝日）- 山岡進二
- 刑事吉永誠一 涙の事件簿 第6話（2013年11月15日、テレビ東京） - 新堂一馬
- おふこうさん 第3話（2014年1月21日、BSプレミアム） - 沢村

### テレビアニメ
- 最強武将伝 三国演義（2010年 - 2011年、テレビ東京） - 趙雲

### ウェブドラマ
- ネット版 仮面ライダー×スーパー戦隊×宇宙刑事 スーパーヒーロー大戦乙!〜Heroo!知恵袋〜あなたのお悩み解決します!（2013年、東映） - デカレッドの声
- SICK'S 厩乃抄 〜内閣情報調査室特務事項専従係事件簿〜第拾四話・第拾伍話、（2019年、Paravi） - 猪俣宗次

### 映画
- 棒たおし!（2003年、東京テアトル・パル企画） - 鴨志田
- 特捜戦隊デカレンジャー THE MOVIE フルブラスト・アクション（2004年、東映） - 赤座伴番 / デカレッド
- カチコミ刑事 オンドリャー!大捜査線 心斎橋を封鎖せよ（2006年、アートポート） - 真上正義
- 猫目小僧（2006年、アートポート） - 関根雄次
- テニスの王子様（2006年、松竹） - 跡部景吾
- ドリフトII（2006年、トルネード・フィルム） - 東雄一郎
- むずかしい恋（2008年、アステア） - 大介
- 20世紀少年 -最終章- ぼくらの旗（2009年、東宝）
- カイジ 人生逆転ゲーム（2009年10月10日公開、東宝） - 石和謙介
- かずら（2010年、クロックワークス） - 宮内徹平
- 劇場版 SPECシリーズ（東宝） - 猪俣宗次
  - 劇場版 SPEC〜天〜（2012年）
  - 劇場版 SPEC〜結〜 漸ノ篇 / 爻ノ篇（2013年11月連続公開）
- タバコイ〜タバコで始まる恋物語〜（2012年、よしもとクリエイティブ・エージェンシー）
- 劇場版 仮面ライダーウィザード in Magic Land（2013年、東映） - 近衛隊長
- 孤狼の血 (2018年、東映) - 呉原東署 菊地巡査[35]
  - 孤狼の血 LEVEL2（2021年）
- 恋のしずく（2018年10月13日広島県先行公開[36] / 2018年10月20日全国公開[37]、ブロードメディア・スタジオ）
- 遺品整理〜広島屋（2022年）- 比良坂涼
- 惑星ラブソング（2025年） - 山本先生[38]

### オリジナルビデオ
- 『スーパー戦隊シリーズ』 - 赤座伴番 / デカレッド
  - 特捜戦隊デカレンジャーVSアバレンジャー（2005年、東映）
  - 魔法戦隊マジレンジャーVSデカレンジャー（2006年、東映）
  - 特捜戦隊デカレンジャー 10 YEARS AFTER（2015年、東映）[39]
  - スペース・スクワッド ギャバンVSデカレンジャー（2017年、東映）[40]
  - 特捜戦隊デカレンジャー 20th ファイヤーボール・ブースター（2024年、東映）[41]
- 超忍者隊イナズマ!（2006年、東映） - 倉田宮敬直
  - 超忍者隊イナズマ!!SPARK（2007年、東映） - 倉田宮敬直

### 吹き替え
- パワーレンジャー・S.P.D.（2011年8月 - 、東映チャンネル） - ジャック・ランダース（ブランドン・ジェイ・マクラレン） / レッドレンジャー

### 舞台
- 山口百恵トレビュートミュージカル『プレイバックpart2 屋上の天使』（2005年） - ガブリエル（タメオ） 役
- クイックドロウ（2007年） - ビリー・ザ・キッド 役
- 最遊記歌劇伝 -Go to the West-（2008年） - 猪八戒 役
  - 最遊記歌劇伝 -Dead or Alive-（東京公演：2009年3月20日 - 29日 / 大阪公演：2009年4月11日 - 12日）- 猪八戒 役
  - 最遊記歌劇伝 -Darkness-（2019年6月6日 - 14日、ヒューリックホール東京）- 猪八戒 役
- SAMURAI 7（2008年） - シチロージ 役
- 鉄人28号（2009年）
- 俺たちは天使だ! NO ANGEL NO LUCK〜地球滅亡30分前!（2009年8月26日 - 9月6日） - 加賀美由紀彦 役
- パッチギ!（2009年12月4日 - 23日、新国立劇場中劇場） - 西川 役
- 12人の優しい殺し屋（2010年8月7日 - 15日、赤坂RED/THEATER） - 真宮陽介 役
  - 12人の優しい殺し屋 ～狙われた豪華客船～（2011年8月16日 - 24日、青山円形劇場） - 真宮陽介 役（※映像出演）
- Theatre劇団子 劇団創立20周年記念 第29回公演「落人たちのブロードウェイ」（2012年9月13日 - 17日、紀伊國屋ホール）
- 幕末奇譚 SHINSEN5 〜外伝〜（2014年4月9日 - 13日、 銀座・博品館劇場） - 坂本龍馬 役
- 劇団マージブル第三回作品『藁の中の七面鳥』（2016年2月14日・20日・27日・28日、エディオンスタジオ紙屋町、作・演出なかしまなおき）
- 舞台 恋とか愛とか（仮）（2016年9月21日 - 25日、会場：中野 ザ・ポケット / 2016年10月6日 - 10日、会場：広島 ぽるぽるホール） - 主演 [42]
  - 舞台 恋とか愛とか（仮）2（2018年2月1日 - 4日、会場：東京 中目黒キンケロ・シアター / 2018年2月10日 - 12日、会場：広島 アステールプラザ 多目的スタジオ) - 主演

### PV
- GOING UNDER GROUND 『トワイライト』 （2003年）
- オオゼキタク 『トライアングルライフ』 （2006年）

### ラジオ
- ハイパーナイト 〜Men's魂〜メンたま（2003年秋 - 2004年秋、CBCラジオ）
- 漢氣戦士リュウジリオン（2010年6月23日 - 2011年3月30日、HiBiKi Radio Station）
- 広島トヨペット ドリームガレージ（2016年11月5日 - 2020年9月26日、RCCラジオ）毎週土曜11:00 - 11:30
- さいねいレストラン（2020年10月4日 - 、RCCラジオ）毎週日曜11:00 - 11:30

### CM
- バンダイ「DX特捜合体デカレンジャーロボ」（2004年）
- バンダイ「S.P.D隊員服」（2004年）
- 牛角（2004年、『デカレンジャー』とのコラボ期間のみ）
- スマート国勢調査!ひろしま!!（2015年） 国勢調査2015プロジェクトチーム広島支部広報大使として出演。
- FRESTA（2015年、2016年7月）
- 広島バルト11 「映画を楽しむ女」篇（2016年8月） 広島バルト11×恋とか愛とか(仮)コラボ
- 万田酵素 プラス温（2016年）
- Wants（2017年 - ） Wants×恋とか愛とか（仮） コラボ
  - 「Wants EPISODE4倍 欲しがる男〜オフィス編〜」（2017年3月）
  - 「Wants Episode4倍　待っていた男〜七夕編〜」（2017年7月）
  - 「Wants Episode4倍 仮装する男〜ハロウィン編〜」（2017年10月）
  - 「Wants Episode4倍 伝えたい男〜卒業編〜」（2018年3月）
  - 「Wants Episode4倍 時を待つ男〜七夕編〜」（2018年7月）
- KRYハウジングサイト（2017年 - ）

### イベント
- すい臓がん撲滅チャリティイベント パープルストライド広島2016 すい臓がん啓発ウオーク（2016年12月4日、広島中央公園）
- 広島国際大学 広島キャンパス 大学祭 第6回盛幟祭（2017年7月16日、広島国際大学 広島キャンパス） さいねい龍二のしゃべくり007（司会：住本明日香）

### 玩具
- 特捜戦隊デカレンジャー SPライセンス（2017年10月）
- 特捜戦隊デカレンジャー SPライセンス（ファイヤースクワッドver.）（2017年10月）
- 特捜戦隊デカレンジャー SPライセンス -MEMORIAL EDITION-（2024年3月）
- 特捜戦隊デカレンジャー ディーソードベガ -MEMORIAL EDITION-（2024年8月）

## プロデュース
さいねい龍二プロデュース
- 世羅LOVEレストラン（2017年5月26日・27日・28日） ロハスフェスタ広島2017

## コラボ
テレビ派スイーツ男子（広島テレビ）
- 畑の恵（2015年10月15日 - 25日、段原アキリ、1日限定15個販売） ケーキハウスAKIRI×さいねい農園コラボスイーツ　テレビ派スイーツ男子農園企画
- テレビ派スイーツ男子×TJ Hiroshima×段原アキリ　トリプルコラボクリスマスケーキ（2015年12月） 限定50台
- バレンタインガトーショコラ（2016年2月、段原アキリ）
- お酒の入った大人スイーツ（2016年4月29日30日、段原アキリ） 世界のビールとグルメスタジアム2016
- 子どもの憧れジョッキケーキ（2016年4月29日30日、段原アキリ） 世界のビールとグルメスタジアム2016
- 和ぷりん（2016年11月、段原アキリ） 三越うまいもの博
- 茶ぷりん（2016年11月、段原アキリ） 三越うまいもの博
- かき氷（2017年4月29日・4月30日・5月1日、段原アキリ） 世界のビールとグルメスタジアム2017
- すっぱ甘いスイーツ（2017年7月） 広島県内6店で同時展開

さいねい農園（世羅町）
- とうかさん×さいねい米 コラボご祈祷米（2016年5月）

恋とか愛とか(仮) （広島ホームテレビ）
- S.amerコイカリコラボ　バレンタインショコラ（2016年2月12日12：00～13：00、立町S.amer） コイカリ×立町S.amer

デルゲーツ（広島ホームテレビ）
- きもののやしま×ふーみーか×さいねい龍二コラボ　ミスターコイカリ巾着（仮）（2016年8月13日、上野学園ホール） HIROSHIMA RUNWAY

## 作品

### CD
| 発売日        | 楽曲タイトル                  | アーティスト名義 | 収録アルバム                                                    | 最高 順位 |
| ------------- | ----------------------------- | --- | --------------------------------------------------------------- | --------- |
| 2004年9月22日 | THE MOVIE VERSION! DEKARANGER | バン（載寧龍二）、ホージー（林剛史）、センちゃん（伊藤陽佑）、ジャスミン（木下あゆ美）、ウメコ（菊地美香）、テツ（吉田友一） | 特捜戦隊デカレンジャー オリジナルアルバム 特捜サウンドファイル3 | -位       |